# لحلاح طويل الأوراق
اللحلاح طويل الأوراق (باللاتينية: Colchicum longifolium) نوع نباتي يتبع جنس اللحلاح من الفصيلة اللحلاحية.

## الموئل والانتشار
موطنه المغرب العربي وإيطاليا وفرنسا.

## الوصف النباتي
النبات عشبي معمر. النبات سام كبقية أنواع اللحلاح.